# Walter Taibo
Walter Taibo (7. března 1931, Montevideo – 10. ledna 2021) byl uruguayský fotbalový brankář.

## Klubová kariéra
Chytal za Nacional Montevideo, v Argentině za CA Huracán a dále v Uruguayi za Montevideo Wanderers, CA Peñarol, Sud América, Club Atlético Mar de Fondo a CA Progreso. V uruguayské lize získal šest mistrovských titulů.

## Reprezentační kariéra
Za reprezentaci Uruguaye nastoupil ve 30 utkáních. Byl členem reprezentace Uruguaye na Mistrovství světa ve fotbale 1966, ale v utkání nenastoupil a zůstal jen mezi náhradníky. Byl členem reprezentace Uruguaye na Mistrovství Jižní Ameriky ve fotbale 1955, kdy Uruguay obsadila čtvrté místo a v roce 1957, kdy obsadila třetí místo.